# 吉卜力公園
吉卜力公園（日語：ジブリパーク）是在2022年11月1日開放，於日本愛知縣長久手市的愛·地球博記念公園園內興建，以吉卜力工作室曾推出的動畫電影作為娛樂設施題材的主題樂園。

## 建設歷史
愛知縣過去舉辦2005年國際博覽會時，在長久手市一帶興建了愛·地球博記念公園作為博覽會的舉辦會場。當時吉卜力工作室有在公園裡打造名為「皋月和梅的家」的場所，為仿造動畫《龍貓》中登場的一對姊妹草壁皋月與草壁梅所居住的屋子，並且是當時博覽會裡受遊客注目的景點之一。
後續愛知縣地方當局開始想以皋月和梅的家為據點，建造像是「龍貓的故鄉村」這樣的景觀設施，隨後則計劃出成立以吉卜力動畫為主題的公園。有了興建吉卜力公園的構想後，2017年5月31日愛知縣的縣知事大村秀章前往與吉卜力工作室的製作人鈴木敏夫會面，討論關於此事的可行性。在同年6月期間，吉卜力開始對外發表將成立公園的消息，到了11月1日，愛知縣建設部公園綠地課成立名為吉卜力公園構想推進室的特別組織，開始進行公園內設施的規劃設計。
吉卜力公園的設施內容是在2018年4月公開，會以愛·地球博記念公園內的部份廣場以及周邊的樹林一帶為地點，打造出一共五種主題的遊樂區域。場地部分計畫挪用約7.1公頃面積的土地，投入約340億日圓的建設費用，觀光效益則期許能達到每年180萬人入場、營造出480億日圓的商機。2020年7月28日正式進行吉卜力公園的開工，並且有讓鹿島建設處理數個區域的綠地整併。
正式營運時間是在2022年1月27日發表，安排在當年度11月1日開放青春之丘區、吉卜力大倉庫區、DonDoKo森林區這三個主題區讓民衆入場。售票相關資訊的廣告動畫在夏季播出，廣告背景音樂由久石讓製作、鈴木敏夫親自擔任旁白。入園的說明手冊，則由吉卜力動畫導演之一宮崎吾朗繪製。後兩個原先安排在2023年期間開放的魔法公主之里區與魔女之谷區，因為需等待讓建設木材自然乾燥的時間，在6月宣布第二階段的開放日期會延後到2024年3月。
為了配合吉卜力公園的開放，愛知高速交通有向三菱重工業買回過去在舉辦2005年國際博覽會時因應有大批民眾前來，於東部丘陵線運行的接駁車廂，增加可前往吉卜力公園的班次。斜接東部丘陵線的地下鐵東山線，也為此打造以吉卜力為主題的特別車廂。

## 營運
負責公園營運的株式會社吉卜力公園是在2019年成立，該公司經營者由名古屋當地報社中日新聞的社長大島宇一郎擔任。
株式會社吉卜力公園的官方合作夥伴在2022年4月1日發表，成員包含有KDDI、JTB，以及名古屋當地的豐田汽車、名古屋鐵道、中部電力等20家以上的企業公司。

## 設施內容

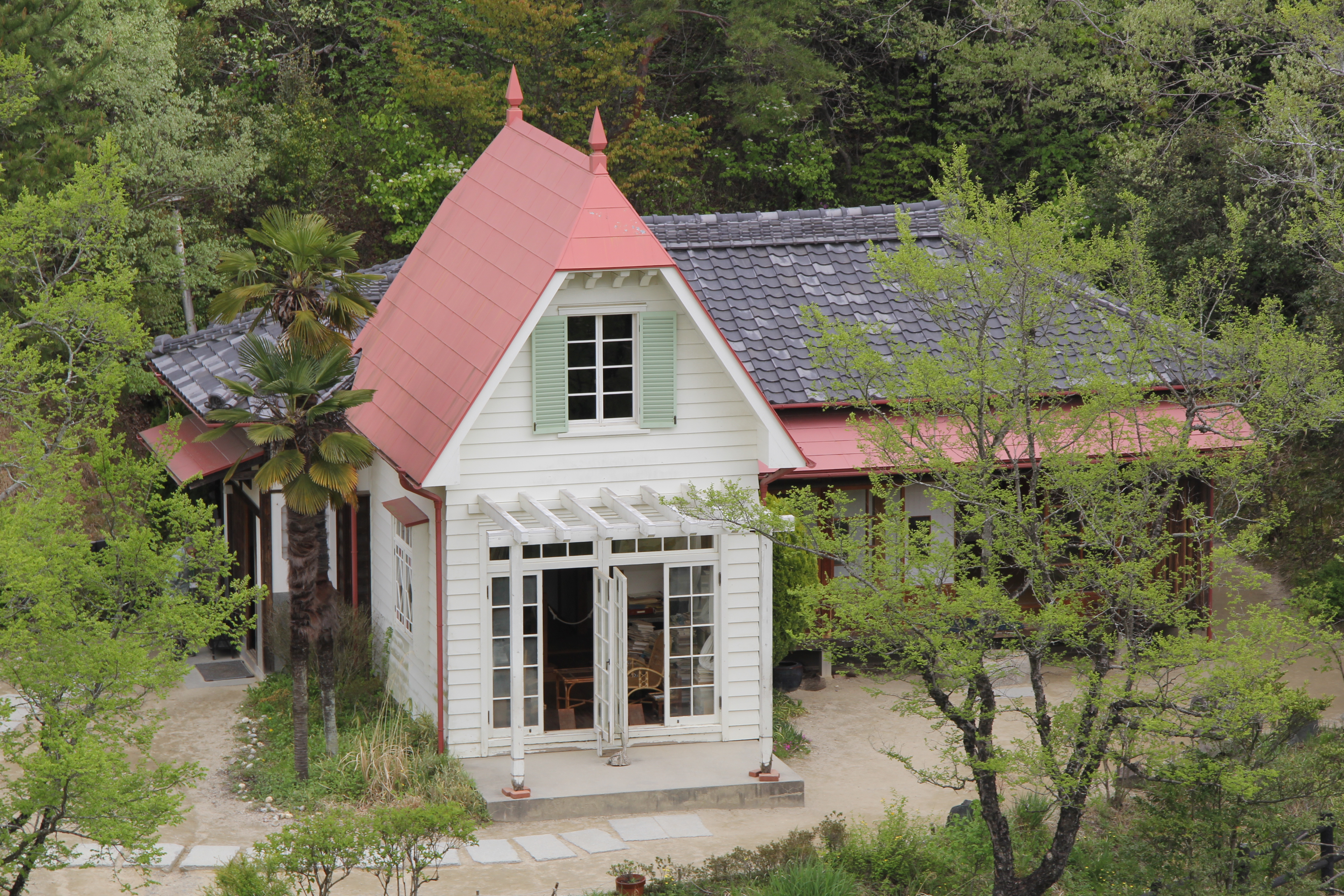
會與吉卜力公園合併的愛·地球博記念公園景點皋月和梅的家。

公園內共有青春之丘區、吉卜力大倉庫區、DonDoKo森林區、魔法公主之里區、魔女之谷區五個主題區域。其中前三個安排在2022年完工開放，後兩個最初計劃在2023年期間完成，之後延期到2024年3月左右。
最先完成的前三項中，青春之丘區是在靠近愛·地球博記念公園入口附近，該區域以《天空之城》、《霍爾的移動城堡》為背景，興建一座幻想的19世紀蒸汽朋克風格塔樓，並在周遭實景打造出《心之谷》裡出現的精品古物商店「地球屋」和《貓的報恩》登場的「貓咪事務所」。位居園內中央的吉卜力大倉庫區，是將之前的溫水泳池場所改建成《神隱少女》裡的異世界小鎮街道、《天空之城》的廢墟庭園等場景，和用來展示吉卜力美術作品、遊樂場所、以及販售紀念商品等地點，並且有播放原先只能在吉卜力美術館裡觀賞的動畫短片。DonDoKo森林區是以過去的皋月和梅的家為中心，將該場所周邊的樹林重整成散步道路，而區域的名稱「DonDoKo」是引用自《龍貓》劇情裡，草壁皋月與草壁梅想要種下的種子快點發芽時，在一旁跳的舞蹈「DonDoKo舞」。
後兩項其一的魔法公主之里區，是將原先作為愛·地球博記念公園體驗農業的地點，打造出《魔法公主》裡由黑帽大人興建的據地達達拉城，並在場所周邊塑造出《魔法公主》裡出現過的神祇、物怪角色，例如乙事主、或是邪魔神。另一個魔女之谷區是挑選在愛·地球博記念公園的大草原區域旁，搭建有《魔女宅急便》中女主角琪琪的老家，與《霍爾的移動城堡》裡登場的移動城堡等建物，作為給遊客休憩與飲食的地點。

## 外部連結
- 吉卜力公園官方網站 （页面存档备份，存于）
- 吉卜力公園的X（前Twitter）
- 愛知縣政府的吉卜力公園事務內容專頁 （页面存档备份，存于）